# Schrankia (djur)
Schrankia är ett släkte av fjärilar som beskrevs av Jacob Hübner 1825. Schrankia ingår i familjen nattflyn.

## Bildgalleri

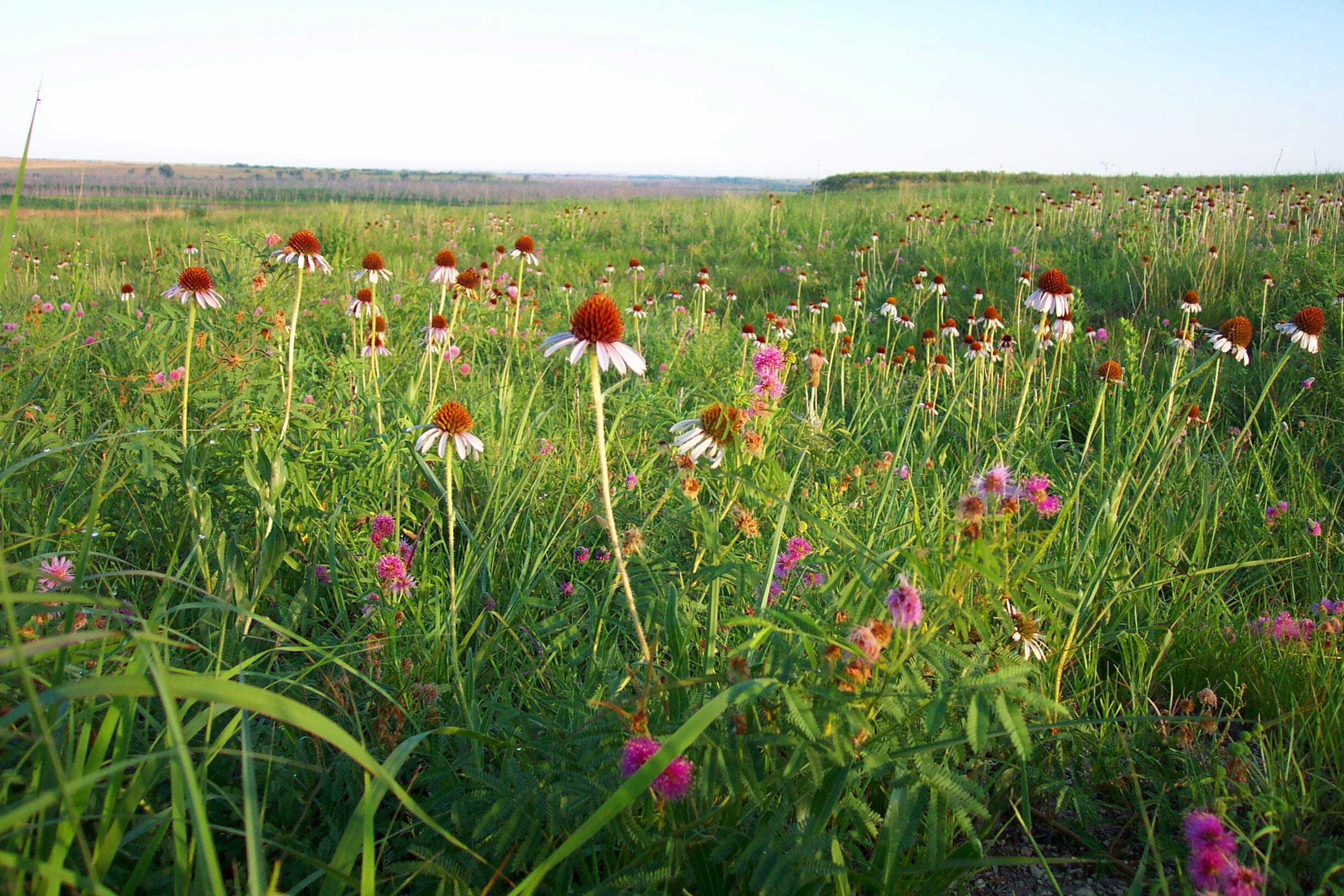

## Dottertaxa tillSchrankia, i alfabetisk ordning[1][2]
- Schrankia acuminalis
- Schrankia aegrota
- Schrankia albistrigatis
- Schrankia altivolans
- Schrankia anatolica
- Schrankia arrhecta
- Schrankia balneorum
- Schrankia bilineata
- Schrankia boisea
- Schrankia capnophanes
- Schrankia cheesmanae
- Schrankia costaestrigalis
- Schrankia crambiformis
- Schrankia croceipicta
- Schrankia daviesi
- Schrankia dimorpha
- Schrankia dochmographa
- Schrankia erromanga
- Schrankia fractilinea
- Schrankia furoroa
- Schrankia intermedialis
- Schrankia kalchbergi
- Schrankia karkara
- Schrankia kogii
- Schrankia lugubralis
- Schrankia masuii
- Schrankia mesoscia
- Schrankia monotona
- Schrankia nesiota
- Schrankia nokowula
- Schrankia nouankaoa
- Schrankia obscura
- Schrankia obsoleta
- Schrankia orientalis
- Schrankia oxygramma
- Schrankia ptocas
- Schrankia richteri
- Schrankia sarothrura
- Schrankia seinoi
- Schrankia separatalis
- Schrankia simplex
- Schrankia solitaria
- Schrankia squalida
- Schrankia tabwemasana
- Schrankia taenialis
- Schrankia tamsi
- Schrankia taona
- Schrankia unicolor
- Schrankia virgata
- Schrankia vitiensis